# Kurinov vrch
Kurinov vrch je přírodní památka v katastrálním území obce Adamovské Kochanovce v okrese Trenčín v Trenčínském kraji na Slovensku. Území bylo vyhlášeno v roce 1990 a jeho rozloha je 1,3 hektaru. Předmětem ochrany je pěnovcová terasa s cennou vegetací Bílých Karpat.